# Bubble Bobble: Part 2
Bubble Bobble: Part 2 (バブルボブル2?, Baburu Boburu 2) è un videogioco a piattaforme sviluppato da Taito nel 1993 in esclusiva per console NES e Game Boy, parte della serie di Bubble Bobble.

## Trama
I tre Skull brothers hanno in mente di rapire Judy, uno di loro insieme a due Grumple Grommit (il boss finale di Bubble Bobble) riesce nell'intento, e i piccoli Cubby e Rubby, discendenti di Bub e Bob di Bubble Bobble, vengono trasformati in piccoli draghi e partono per le cave dei mostri a salvare la loro amica Judy.

## Modalità di gioco
Il videogioco risulta molto simile al gioco originale. Un draghetto che sputa bolle ai nemici, intrappolandoli fino a quando si tocca le bolle per farle scoppiare ed eliminare così i nemici intrappolati all'interno. Cubby e Rubby hanno anche l'abilità di volare tenendo premuto il pulsante di attacco, possono letteralmente diventare leggerissimi e andare verso l'alto e inoltre appena si rilascia il pulsante verrà sparata una salva di tre bolle. Durante l'azione si potranno raccogliere power-up rilasciati dai nemici eliminati. In questo videogioco sono compresi 80 livelli, di 10 quadri ciascuno con boss finale, nuovi nemici molto diversi fra loro ed alcuni eliminabili solo sparando le bolle e anche dei mini-giochi bonus. La modalità cooperativa a due giocatori in contemporanea non è supportata, cosa che è fondamentale nel primo capitolo. Il Boss del trentesimo livello è Doh che appare come cameo, ed è il boss finale del videogioco Arkanoid, sempre di Taito.